# توماس بوس
توماس بوس (بالهولندية: Thomas Bos)‏ هو متزلج سريع هولندي، ولد في 5 يوليو 1968 في لاهاي في هولندا.

## وصلات خارجية
- توماس بوس على موقع SpeedSkatingBase.eu (الإنجليزية)
- توماس بوس على موقع SpeedSkatingNews.info (الإنجليزية)
- توماس بوس على موقع SpeedSkatingStats.com (الإنجليزية)
- توماس بوس على موقع اللجنة الأولمبية الدولية (الإنجليزية)
- توماس بوس على موقع أوليمبيديا (الإنجليزية)